# Праздник святого Власия в Дубровнике

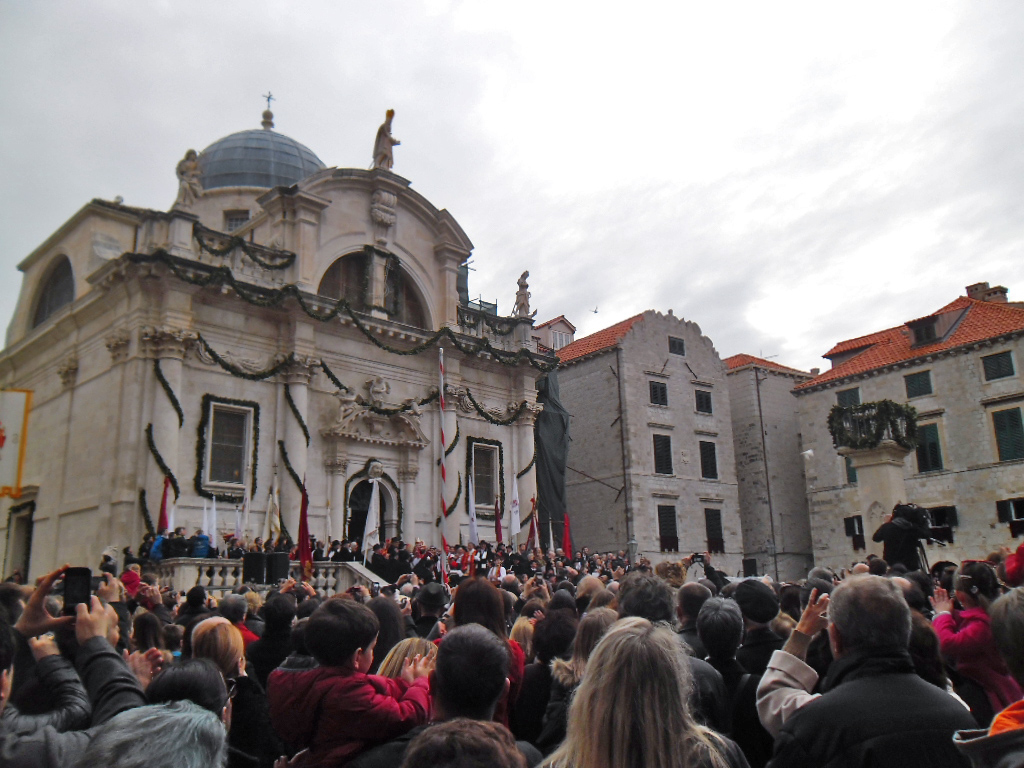
Выпускание голубей перед собором Дубровника

Праздник святого Власия, покровителя Дубровника (хорв. Festa Svetog Vlaha, zaštitnika Dubrovnika) — праздник, отмечаемый ежегодно 3 февраля с 972 года в хорватском городе Дубровник по случаю Дня святого Власия. Праздник основан на легенде о явлении святого Власия, который помог дубровчанам защитить свой город от Венецианской республики. Праздник посещает большое количество людей, среди которых жители города, близлежащих районов, других частей Хорватии, соседних стран, а также туристы, представители государственных и местных органов власти и Римско-католической церкви. В 2009 году праздник был признан частью нематериального культурного наследия ЮНЕСКО.

## Легенда

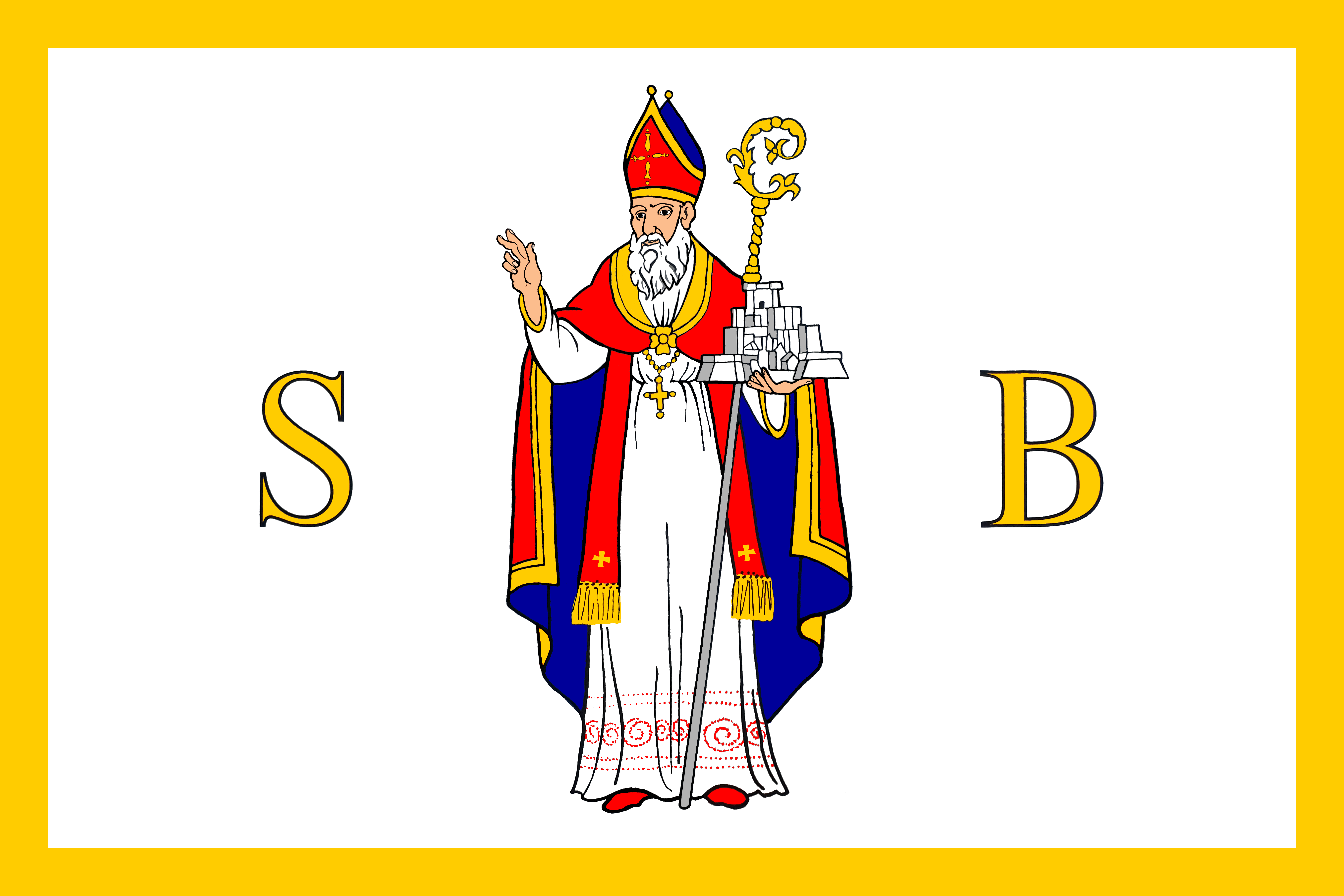
Флаг Дубровницкой республики со святым Власием, держащим модель города

После того как древнегреческая колония Эпидаурум была разрушена аварами и славянскими завоевателями в VII веке, её жители бежали на близлежащий остров Лаас или Лаус (от греч. λίθος «камень»), основав поселение Рагуза, нынешний Дубровник. Соседние государства предпринимали попытки его захватить. Согласно легенде, венецианцы по пути в Левант в 972 году остановились рядом с Гружем и Локрумом под ложным предлогом пополнения запасов продовольствия, в то время как их реальным намерением было захватить Дубровник. Легенда гласит, что святой Власий явился священнику Стойко, когда тот молился в церкви Святого Стефана, и приказал ему рассказать Совету Дубровника о реальном намерении венецианцев, чтобы Совет мог организовать защиту города. Дубровчане успели подготовить оборону и вынудить венецианцев отступить. Для того чтобы отблагодарить святого Власия, дубровчане решили объявить его главным покровителем Дубровника вместо прежних Сергия и Вакха.

## Описание

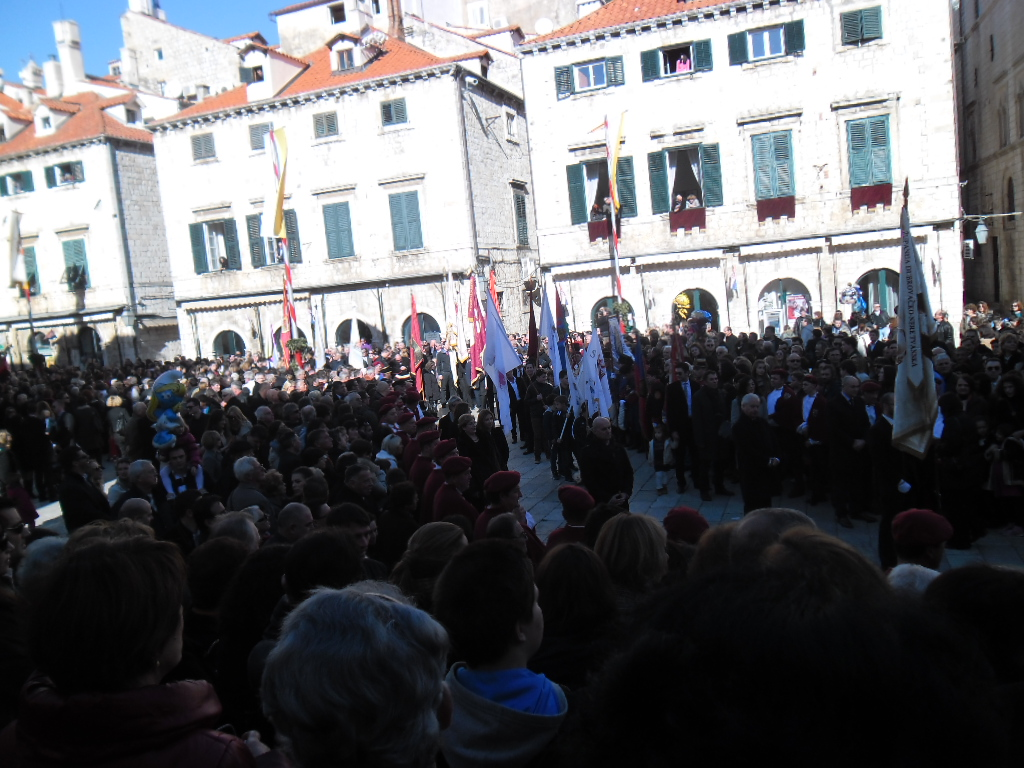
Шествие 3 февраля 2014 года

Праздник святого Власия был учреждён в 972 году для всех жителей Дубровницкой республики. Для того чтобы содействовать участию жителей в празднованиях, была введена так называемая «Слобоштина святого Власия» (хорв. Sloboština Sv. Vlaha) — период из нескольких дней, начинавшийся за два дня до и заканчивающийся через два дня после праздника, в течение которого даже преступник, изгнанный из города мог свободно приехать в город, и при этом никто не имел права задержать. Позже этот период был увеличен до семи дней до и столько же после праздника.
Праздник начинается на Сретение, 2 февраля. В этот день перед собором Дубровника выпускают белых голубей, символизирующих свободу и мир, и водружают знамя святого Власия на колонну Орландо. 3 февраля в день праздника многочисленные верующие и церковные сановники приезжают в город из близлежащих районов, следуя в процессии с мощами святого через Страдун и городские улицы к собору Дубровника. Праздник изменялся на протяжении веков, и каждое новое поколение добавляло к нему свои идеи.
Праздник святого Власия является днём города Дубровника.